# Ahmed El Sakka
Pour les articles homonymes, voir Sakka.
Ahmed El Sakka (أحمد محمد صلاح الدين السقا) est un acteur égyptien né le 1er mars 1973 au Caire (Égypte). Il est diplômé de l'Institut supérieur des arts dramatiques, département de représentation et réalisation.

## Filmographie
| No. | Année | Film                           |
| --- | ----- | ------------------------------ |
| 1   | 1996  | Harmonica                      |
| 2   | 1998  | Saeedi Fi El Gamaa El Amrekiia |
| 3   | 1999  | Hammam Fi Amsterdam            |
| 4   | 2000  | Short we Fanellah we Cap       |
| 5   | 2001  | Ayyam El Sadat                 |
| 6   | 2001  | Africano                       |
| 7   | 2002  | Mafia                          |
| 8   | 2004  | Tito                           |
| 9   | 2005  | Harb Italia                    |
| 10  | 2006  | An El Eshq Wel Hawa            |
| 11  | 2007  | Taymour We Shafika             |
| 12  | 2007  | El Gezeira                     |
| 13  | 2009  | Ibrahim Labyad                 |
| 14  | 2010  | El Dealer                      |
| 15  | 2010  | Ibn El Konsol                  |
| 16  | 2012  | Al Maslaha                     |
| 17  | 2012  | Baba                           |
| 18  | 2016  | Men 30 sana                    |